# 1481년

## 연호
- 명(明) 성화(成化) 17년
- 일본(日本) 분메이(文明) 13년
- 후 레 왕조(後黎朝) 홍득(洪德) 12년

## 기년
- 류큐(琉球) 쇼신왕(尚真王) 5년
- 명(明) 헌종 성화제(憲宗 成化帝) 17년
- 조선(朝鮮) 성종(成宗) 12년
- 후 레 왕조(後黎朝) 성종(聖宗) 22년

## 사건
- 서거정 등이 《동국여지승람》을 편찬함